# 岐阳庄淑公主
岐阳庄淑公主（790年代—837年），唐朝公主，是中国唐朝第十一代皇帝唐宪宗李纯嫡长女。她的生母是郭贵妃即后来的懿安皇太后郭氏。她是唐穆宗的同胞妹妹。
宪宗元和八年（813年），封为岐阳公主，唐宪宗命令李吉甫在世族中选驸马。杜佑之孙杜悰表示愿意。元和九年（814年）七月廿三日，唐宪宗拜杜悰为银青光禄大夫、殿中少监、驸马都尉。八月，岐阳公主出嫁，婚礼十分盛大，左右神策军三百人到光范门清道。岐阳公主出嫁后，侍奉公婆以守礼闻名。生有两子两女。
杜悰为澧州刺史，岐阳公主与他一起去赴任。骑驴而来，不吃肉，州县供应，一概不受。當時詩人李宣古人在馆下，多次宴陪杜悰夫妻。宣古性喜謔戲，用粉塗杜悰的臉，或拉他的衣服。杜悰不能忍受，命人把宣古倒掛在爛泥巴中，幸被公主勸止。岐阳公主在婆母病重期间，衣不解带地侍奉。杜悰为忠武军节度使，奉调入京，岐阳公主病重，但一定要随她杜悰朝见兴庆宫。开成二年（837年）十一月，岐阳在进京路上去世，享年若干。葬在长安万年县的杜氏家族墓地。
十二月，杜悰进京，迟迟未去参见皇帝。唐文宗询问原因，户部侍郎李珏告知：“驸马要为公主服斩衰三年，士族所以不愿娶公主，很大程度因为如此。杜悰正在为公主服丧，所以没来谢恩。”文宗于是废除此一规定。开成三年（838年），唐文宗追谥姑母岐阳公主为庄淑大长公主。杜悰官至左仆射。